# U 551
U 551 war ein U-Boot vom Typ VII C, das von der deutschen Kriegsmarine im Zweiten Weltkrieg eingesetzt wurde.

## Geschichte

### Bau und Indienststellung
U 551 war das achte Boot vom Typ VII C das nach Kriegsbeginn in Dienst gestellt wurde und das erste Boot dieses Typs, das von der Hamburger Werft Blohm & Voss an die Kriegsmarine geliefert wurde. Der Bauauftrag war am 25. September 1939 ergangen und umfasste insgesamt acht Boote – U 551 bis U 558. U 551 erhielt die Baunummer 527.
Der Stapellauf war am 14. September 1940. Nach der Indienststellung am 7. November 1940 fuhr U 551 zunächst als Ausbildungsboot. Das Boot gehörte zur 7. U-Flottille der deutschen Kriegsmarine. Ab dem 3. März 1941 wurde es dann Frontboot der 7. U-Flottille.

### Einsätze
Die erste Fahrt führte das Boot von Kiel nach Bergen von wo aus es am 18. März zu seiner zweiten und letzten Feindfahrt auslief. Südöstlich von Island entdeckte Kapitänleutnant Schrott den belgischen Frachter Ville de Liége und entschied sich für einen Überwasserangriff. Der Dampfer hatte U 551 allerdings bemerkt und eine Alarmmeldung abgesetzt, die einen britischen U-Bootjäger herbeirief, der einen nahen Konvoi eskortierte.

### Versenkung
Am 23. März 1941 wurde U 551 südöstlich von Island vom britischen U-Boot-Jäger HMS Visenda, einem bewaffneten Trawler, gestellt und mit Wasserbomben attackiert. Das Boot sank und alle 45 Besatzungsmitglieder einschließlich Kapitänleutnant Karl Schrott kamen dabei ums Leben (Lage).

## Kommandant
- 7. November 1940 bis 23. März 1941 – Karl Schrott wurde am 25. März 1911 in Viersen geboren und trat 1932 in die Reichsmarine ein, er war somit Mitglied von Crew 32[2]. Nach Beendigung des U-Kommandantenlehrganges wurde er im November 1939 Kommandant des Schulbootes U 7, das er bis zum Herbst 1940 befehligte. Während dieses Kommandos wurde Karl Schrott – am 1. Januar 1940 – zum Kapitänleutnant befördert. Im November desselben Jahres erhielt er das Kommando auf U 551, das er bis zur Versenkung des Bootes innehatte.[3]